# Sherlock Holmes (2010)
Sir Arthur Conan Doyle’s Sherlock Holmes, auch verkürzt als Sherlock Holmes bekannt, ist der Titel eines 2010 erschienenen Low-Budget-Films, der vom Filmstudio The Asylum produziert wurde. Als Mockbuster basiert er auf dem gleichnamigen, 2009 erschienenen Film mit Robert Downey Jr. und Jude Law in den Hauptrollen. Grundlage für beide war die Figur des Sherlock Holmes des britischen Autors Arthur Conan Doyle. Die Dreharbeiten unter der Regie von Rachel Lee Goldenberg fanden in Wales statt.
Der Film wurde nur als DVD und Blu-ray vermarktet und handelt von Sherlock Holmes und seinem Gefährten Dr. Watson, die gemeinsam Angriffe von Monstern auf London untersuchen, um dann Spring Heeled Jack auf die Spur zu kommen und dessen Plan, London zu zerstören und die Königin zu ermorden, zu verhindern.

## Handlung
Während des Zweiten Weltkriegs erzählt Dr. John Watson, mit einer schweren Krankheit kämpfend, seiner behandelnden Krankenschwester die Geschichte eines Abenteuers, das er und Sherlock Holmes gemeinsam erlebt haben. Eigentlich hatten beide geschworen, nie von den Vorfällen zu berichten:
1882 begannen sie gemeinsam, die Zerstörung eines Schiffes vor der Küste von Newhaven durch einen riesigen Oktopus zu untersuchen. Während sie den Fall bearbeiteten, erfuhr Holmes von Inspektor Lestrade, dass dieser kürzlich von Holmes’ Bruder, Thorpe, gehört hätte. In der Folge trafen sie in Whitechapel auf einen kleinen Tyrannosaurus Rex, der bereits einen Mann getötet hatte und auch die beiden Protagonisten verfolgte. Zudem stahl der Dinosaurier eine Wasserpumpe und eine größere Menge Kupferdraht, woraus Holmes schloss, dass die beiden Kreaturen einen Zusammenhang haben müssten, da der Oktopus Gold von dem Schiff stahl. Nach weiteren Überlegungen begaben sich beide zu einem alten Schloss in Helmsmouth, das die Brüder Holmes in ihrer Kindheit besucht hatten. Dort treffen sie auf einen maskierten Mann in der Gestalt des Spring Heeled Jack.
Der Mann hinter der Maske entpuppt sich als Sherlock Holmes Bruder Thorpe. Dieser baute sich aus all den Rohstoffen, die die Monster gestohlen hatten, eine Rüstung, die ihm ein Weiterleben ermöglicht, obwohl eine Gewehrkugel in seiner Wirbelsäule steckt. Thorpe plante, London zu zerstören und sich an Inspektor Lestrade zu rächen, da er glaubte, dieser hätte ihm die Kugel in seinem Rücken zugefügt. Sherlock Holmes wurde beim Angriff auf Thorpe von dessen Gehilfin Miss Ivory niedergeschossen, die ebenfalls eine menschenähnliche Maschine war. Holmes überlebte, da die Tabakdose in seiner Tasche die Kugel aufhielt. In der Folge verfolgte Watson Miss Ivory, die mit einer Bombe in sich den Buckingham Palace zu erreichen versuchte, um Königin Victoria zu töten, während Holmes seinem Bruder folgte. Dabei steuerte Thorpe einen selbst gebauten, feuerspeienden Drachen, während sich Holmes einem ebenfalls von Thorpe entwickelten Heißluftballon bemächtigte.
Watson gelang es, Miss Ivory zu deaktivieren, bevor sie sich in die Luft sprengen konnte. Im Kampf zwischen den Brüdern gehen der Palace of Westminster und Westminster Abbey in Flammen auf, ehe der Drache abstürzt. Thorpe gelang es, aus dem Wrack zu kriechen und auf Watson zu schießen, jedoch tötete ihn sein Bruder kurze Zeit später. Watson und Holmes schworen, über die Vorkommnisse nie zu reden, da die Welt dafür noch nicht bereit sei.
Wieder in der Gegenwart stirbt Watson und seine Krankenschwester besucht sein Grab. Dabei sieht sie Miss Ivory, die das Grab von Thorpe besucht, woraufhin die Krankenschwester die Zweifel am Wahrheitsgehalt der Geschichte verliert.

## Rezensionen
Ein Großteil der Kritiken lobten den Film. Steve Anderson von screenhead.com bezeichnete den Film als „unterhaltsam“ und als „einen der besseren von The Asylum.“ Das US-amerikanische Filmmagazin Fangoria befand, der Film sei „der wahrscheinlich beste The-Asylum-Film bisher.“ Jay Seaver von efilmcritic.com lobte die Regiearbeit von Goldenberg sowie die Steampunk-Elemente, kritisierte jedoch Ben Syder, der mit der Rolle des Holmes sein Schauspieldebüt gab. Horrortalk.com resümiert, der Film würde „weder mit dem Original verwechselt werden, noch Fans des Low-Budget-Abenteuers enttäuschen.“